# Thecla perisus
Thecla perisus är en fjärilsart som beskrevs av Druce 1907. Thecla perisus ingår i släktet Thecla och familjen juvelvingar. Inga underarter finns listade i Catalogue of Life.